# 18. Division (Deutsches Kaiserreich)
Die 18. Division, für die Dauer des mobilen Verhältnisses auch als 18. Infanterie-Division bezeichnet, war ein Großverband der Preußischen Armee.

## Gliederung
Die Division war Teil des IX. Armee-Korps.

### Friedensgliederung 1914
- 35. Infanterie-Brigade in Flensburg
  - Infanterie-Regiment „von Manstein“ (Schleswigsches) Nr. 84 in Schleswig und Hadersleben
  - Füsilier-Regiment „Königin“ (Schleswig-Holsteinisches) Nr. 86 in Flensburg und Sonderburg
- 36. Infanterie-Brigade in Rendsburg
  - Infanterie-Regiment „Graf Bose“ (1. Thüringisches) Nr. 31 in Altona
  - Infanterie-Regiment „Herzog von Holstein“ (Holsteinisches) Nr. 85 in Rendsburg und Kiel
- 18. Kavallerie-Brigade in Altona
  - Husaren-Regiment „Königin Wilhelmina der Niederlande“ (Hannoversches) Nr. 15 in Wandsbek
  - Husaren-Regiment „Kaiser Franz Josef von Österreich, König von Ungarn“ (Schleswig-Holsteinisches) Nr. 16 in Schleswig
- 18. Feldartillerie-Brigade in Altona
  - Feldartillerie-Regiment „Generalfeldmarschall Graf Waldersee“ (Schleswigsches) Nr. 9
  - Lauenburgisches Feldartillerie-Regiment Nr. 45
- Landwehrinspektion Altona

### Kriegsgliederung bei Mobilmachung 1914
- 35. Infanterie-Brigade
  - Infanterie-Regiment „von Manstein“ (Schleswigsches) Nr. 84
  - Füsilier-Regiment „Königin“ (Schleswig-Holsteinisches) Nr. 86
- 36. Infanterie-Brigade
  - Infanterie-Regiment „Graf Bose“ (1. Thüringisches) Nr. 31
  - Infanterie-Regiment „Herzog von Holstein“ (Holsteinisches) Nr. 85
- 3. Eskadron/2. Hannoversches Dragoner-Regiment Nr. 16
- 18. Feldartillerie-Brigade
  - Feldartillerie-Regiment „Generalfeldmarschall Graf Waldersee“ (Schleswigsches) Nr. 9
  - Lauenburgisches Feldartillerie-Regiment Nr. 45
- 2. und 3. Kompanie/Schleswig-Holsteinisches Pionier-Bataillon Nr. 9

### Kriegsgliederung vom 8. März 1918
- 36. Infanterie-Brigade
  - Infanterie-Regiment „Graf Bose“ (1. Thüringisches) Nr. 31
  - Infanterie-Regiment „Herzog von Holstein“ (Holsteinisches) Nr. 85
  - Füsilier-Regiment „Königin“ (Schleswig-Holsteinisches) Nr. 86
  - MG-Scharfschützen-Abteilung Nr. 48
- Artillerie-Kommandeur Nr. 18
  - Lauenburgisches Feldartillerie-Regiment Nr. 45
  - II. Bataillon/Fußartillerie-Regiment Nr. 28
- Schleswig-Holsteinisches Pionier-Bataillon Nr. 9
- Divisions-Nachrichten-Kommandeur Nr. 18

## Geschichte

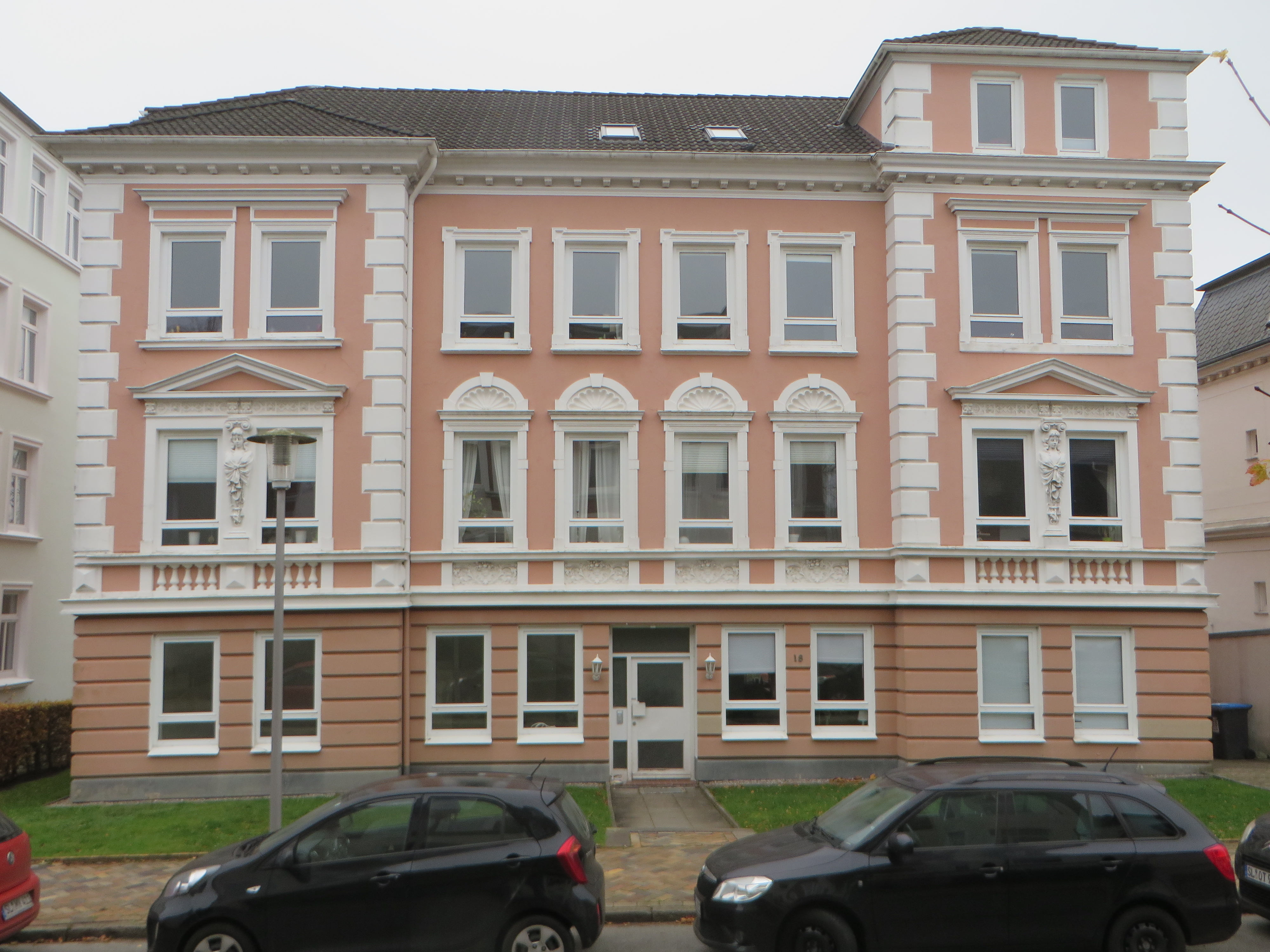
Erhaltenes Militärgerichtsgebäude der 18. Division in Flensburg.

Der Großverband wurde nach dem Deutschen Krieg am 11. Oktober 1866 errichtet und hatte sein Kommando bis zur Auflösung im September 1919 in Flensburg.

### Gefechtskalender

#### 1914
- 04. bis 16. August – Eroberung von Lüttich
- 18. bis 19. August – Schlacht an der Gete
- 23. bis 24. August – Schlacht bei Mons
- 26. August – Gefecht bei Genly
- 02. bis 3. September – Gefecht bei Château-Thierry
- 04. September – Gefecht bei Viels-Maisons-Montmirail (Courgivaux-le Pont a Sec Fe)
- 05. bis 9. September – Schlacht am Ourcq
- ab 12. September – Kämpfe an der Aisne

#### 1915
- bis 12. Oktober – Kämpfe an der Aisne
- 16. Oktober bis 3. November – Herbstschlacht in der Champagne
- ab 4. November – Stellungskämpfe in der Champagne

#### 1916
- bis 15. Juni – Stellungskämpfe in der Champagne
- 15. Juni bis 5. Juli – Reserve der OHL bei Mézières
- 11. Juli bis 15. September – Schlacht an der Somme
- 16. September bis 13. Dezember – Stellungskämpfe in Flandern und Artois
- ab 14. Dezember – Stellungskämpfe an der Somme

#### 1917
- bis 15. März – Stellungskämpfe an der Somme
- 16. bis 20. März – Kämpfe vor der Siegfriedfront
- 20. März bis 5. April – Reserve der OHL
- 06. bis 24. April – Frühjahrsschlacht bei Arras
- 25. April bis 20. Juni – Kämpfe vor der Siegfriedfront
- 21. Juni bis 26. August – Kämpfe in der Siegfriedstellung
- 28. August bis 15. Oktober – Schlacht in Flandern
- 15. bis 20. Oktober – Transport nach dem Osten
- 20. Oktober bis 21. November – Reserve der Heeresgruppe Eichhorn
- 22. bis 26. November – Transport nach dem Westen
- 26. bis 29. November – Reserve der OHL
- 30. November bis 16. Dezember – Stellungskampf im Oberelsass
- 17. bis 23. Dezember – Reserve der Heeresgruppe Herzog Albrecht
- ab 24. Dezember – Reserve der OHL bei Armeeabteilung B

#### 1918
- bis 9. Februar – Reserve der OHL bei der Armeeabteilung B
- 09. Februar bis 20. März – Kämpfe in der Siegfriedstellung und Vorbereitungszeit für die Große Schlacht in Frankreich
- 21. März bis 6. April – Große Schlacht in Frankreich
- 07. April bis 19. Mai – Kämpfe zwischen Ancre, Somme und Avre
- 19. Mai bis 21. Juli – Stellungskämpfe in Französisch-Flandern und Artois
- 22. bis 25. Juli – Abwehrschlacht zwischen Soissons und Reims
- 26. Juli bis 3. August – Bewegliche Abwehrschlacht zwischen Marne und Vesle
- 04. August bis 3. September – Stellungskämpfe an der Vesle
- 04. bis 9. September – Kämpfe vor der Siegfriedfront
- 09. September bis 12. Oktober – Kämpfe in der Siegfriedstellung
- 13. Oktober bis 4. November – Kämpfe vor und in der Hermannstellung
- 05. bis 11. November – Rückzugskämpfe vor der Antwerpen-Maas-Stellung
- ab 12. November – Räumung des besetzten Gebietes und Marsch in die Heimat

## Kommandeure
| Dienstgrad                   | Name                                  | Datum                                                     |
| ---------------------------- | ------------------------------------- | --------------------------------------------------------- |
| Generalmajor/Generalleutnant | Emil von Schwartzkoppen               | 30. Oktober 1866 bis 9. August 1867                       |
| Generalleutnant              | Karl von Wrangel                      | 10. August 1867 bis 10. Juni 1872                         |
| Generalleutnant              | Adalbert von Bredow                   | 11. Juni 1872 bis 1. Dezember 1873                        |
| Generalleutnant              | Karl von Diringshofen                 | 02. Dezember 1873 bis 10. Dezember 1879                   |
| Generalleutnant              | Otto von Lüderitz                     | 11. Dezember 1879 bis 9. Mai 1883                         |
| Generalleutnant              | Anton von Massow                      | 15. Mai 1883 bis 14. April 1886                           |
| Generalleutnant              | Rudolf von Reibnitz                   | 15. April 1886 bis 14. Dezember 1888                      |
| Generalleutnant              | Julius von Bergmann                   | 15. Dezember 1888 bis 16. Juni 1889                       |
| Generalleutnant              | Wilhelm von Scherff                   | 17. Juni 1889 bis 13. Februar 1891                        |
| Generalmajor                 | Hugo Seyfried                         | 14. Februar bis 15. Mai 1891 (mit der Führung beauftragt) |
| Generalleutnant              | Hugo Seyfried                         | 16. Mai 1891 bis 16. Mai 1892                             |
| Generalleutnant              | Viktor von Alten                      | 17. Mai 1892 bis 17. April 1896                           |
| Generalleutnant              | Egbert von Frankenberg und Proschlitz | 18. April 1896 bis 24. November 1898                      |
| (Württ.) Generalleutnant     | Reinhard von Fischer                  | 25. November 1898 bis 17. Mai 1901                        |
| Generalleutnant              | Gustav von Kuhlmay                    | 18. Mai 1901 bis 31. März 1902                            |
| Generalleutnant              | Georg von Oppen                       | 01. April 1902 bis 21. April 1905                         |
| Generalleutnant              | Max von Boehn                         | 22. April 1905 bis 20. Dezember 1909                      |
| Generalleutnant              | Richard Voigt                         | 21. Dezember 1909 bis 21. April 1912                      |
| Generalleutnant              | Hinko von Lüttwitz                    | 22. April 1912 bis 29. Dezember 1913                      |
| Generalleutnant              | Max von Kluge                         | 01. Januar 1914 bis 21. Juni 1915                         |
| Generalleutnant              | Paul Bloch von Blottnitz              | 22. Juni 1915 bis 21. März 1918                           |
| Generalmajor                 | Reinhard von Massenbach               | 22. März 1918 bis 8. Februar 1919                         |